# Wormaldia joosti
Wormaldia joosti är en nattsländeart som beskrevs av Kumanski 1980. Wormaldia joosti ingår i släktet Wormaldia och familjen stengömmenattsländor. Inga underarter finns listade i Catalogue of Life.